# Dalkomhan insaeng
Dalkomhan insaeng (coreà 달콤한 인생 lit. "La dolça vida") comercialitzada internacionalment com A Bittersweet Life, és una pel·lícula neo-noir de drama d’acció de Corea del Sud del 2005 escrita i dirigida per Kim Ji-Woon. És protagonitzada per Lee Byung-hun com a Sun-woo, un sicari que és atacat pel seu cap després d'haver perdonat a l'amant enganyosa d'aquest.
La pel·lícula es va estrenar en cinemes a Corea del Sud l'1 d'abril de 2005. Es va estrenar a 265 pantalles de tot el país i va registrar un total de 1.112.950 entrades al final de la seva carrera. Fou projectada fora de competició al 58è Festival Internacional de Cinema de Canes. Més tard es va publicar una versió del director de 30 segons més, amb un tall lleuger i reordenació d'escenes, intercanvi de col·locació de música i algunes escenes addicionals que no apareixen a la versió cinematogràfica. La pel·lícula va rebre un remake indi no oficial titulat Awarapan el 2007.

## Argument
Kim Sun-woo (Lee Byung-hun) és un executor d'alt rang i un subordinat lleial del cap del crim Kang (Kim Yeong-cheol). Els dos comparteixen preocupacions per les tensions empresarials amb Baek Dae-sik (Hwang Jung-min), un fill d'una família rival. Recentment, Sun-woo havia apallissat els homes de Baek per no donar-li la seva benvinguda a la seva discoteca. Kang, preparant-se per marxar en un viatge de negocis, assigna a Sun-woo que faci l'ombra de la seva jove amant Hee-soo (Shin Min-ah), a qui tem que tingui una "aventura" amb un altre home.
Mentre Sun-woo compleix el seu deure, seguint a Hee-soo i acompanyant-la a un recital de música, es queda tranquil·lament captivat per la bellesa de la noia mentre s'aprecia la seva vida personal solitaria i buida. Quan arriba a descobrir la Hee-soo i el seu amant a casa seva, colpeja l'home i es prepara per informar en Kang. No obstant això, canvia d'opinió i salva els dos amb la condició que ja no es tornin a veure, la qual cosa li val l'enemistat d'Hee-soo.
Més tard, un home demana a Sun-woo que es disculpi per haver colpejat els homes de Baek, però ell es nega. Agitat, s'emborratxa al seu apartament i és segrestat pels secuaços de Baek. Es preparen per matar-lo, però Kang el salva amb una trucada telefònica. Kang, que s'ha assabentat del seu intent d'encobriment de la aventura de Hee-soo, qüestiona el seu motiu, però no respon. Kang ordena als seus homes que torturen Sun-woo, però li dona l'oportunitat d'arreglar el seu error. En canvi, Sun-woo s'escapa i promet venjar-se.
Sun-woo lliura a Hee-soo un regal de comiat i després intenta comprar una pistola. El tracte va malament i acaba matant els traficants d'armes. Això comporta una venjança amb el germà d'un dels distribuïdors, que va a la discoteca on treballa. Sun-woo atrau en Baek a una pista de gel i el mata, però resulta ferit.
Sense desanimar-se, arriba a la discoteca i hi entra. Enfrontant-se a Kang, Sun-woo explica com de malament ha estat tractat malgrat els seus anys de lleialtat. Sense rebre cap justificació, Sun-woo mata Kang. Els secuaços de Baek, que han estat darrere de Sun-woo, li disparen a ell i als secuaços de Kang. Sun-woo emergeix com l'únic supervivent de la batalla, tal com apareix el germà del traficant d'armes. Sagnant profusament, Sun-woo recorda haver vist el recital de música d'en Hee-soo. Va ser l'única vegada que es va veure somrient. Aleshores el germà del traficant d'armes el va matarr.
La pel·lícula acaba amb una continuació d'una escena anterior, on Sun-woo mira des d'una finestra la ciutat que hi ha sota ell. Després d'assegurar-se que està sol, comença a fer shadowboxing el seu reflex al vidre, semblant molt feliç.

## Repartiment
- Lee Byung-hun com a Kim Sun-woo
- Kim Yeong-cheol com el Sr. Kang
- Shin Min-a com a Moon Hee-soo
- Kim Roi-ha com Mun Suk
- Lee Ki-young com a Oh Mu-sung
- Oh Dal-su com Myung-goo
- Kim Hae-gon com a Tae-woong
- Kim Han com a Se-yoon
- Jin Goo com a Min-gi
- Jeon Gook-hwan com a president Baek
- Kim Sung-oh com a subordinada d'Oh Mu-sung
- Jung Yu-mi com a Mi-ae

### Aparicions especials
- Hwang Jung-min com a Baek Dae-sik
- Eric Mun com a Tae-goo

## Banda sonora
La banda sonora oroginal fou estrenada el 7 d’abril de 2005.
| 1.  | «Dialogue #1»                 |                | 0:27 |
| 2.  | «My Sad Night»                |                | 4:00 |
| 3.  | «Irreversible Time»           |                | 2:14 |
| 4.  | «Dialogue #2»                 |                | 0:04 |
| 5.  | «Romance»                     | Yuhki Kuramoto | 5:00 |
| 6.  | «Red Lounge»                  | Dalparan       | 4:26 |
| 7.  | «Long Journey»                |                | 2:33 |
| 8.  | «Red Ice Rink»                | Dalparan       | 3:05 |
| 9.  | «A Bittersweet Life II»       | Dalparan       | 3:09 |
| 10. | «A Bittersweet Life»          | Dalparan       | 2:33 |
| 11. | «Escape»                      | Dalparan       | 6:02 |
| 12. | «Fairness»                    |                | 2:58 |
| 13. | «Dark Room»                   | Dalparan       | 3:09 |
| 14. | «Follow»                      | Dalparan       | 2:25 |
| 15. | «Etude in E Minor»            |                | 1:55 |
| 16. | «Dialogue #3»                 |                | 0:20 |
| 17. | «Sky Lounge»                  |                | 4:18 |
| 18. | «Irreversible Time (Quartet)» |                | 2:09 |
| 19. | «A Bittersweet Life III»      | Yang Pa        | 5:39 |
| 20. | «A Honeyed Question»          | Hwang Jung-min | 4:27 |

## Taquilla i recepció crítica
La pel·lícula es va projectar fora de competició al 58è Festival Internacional de Cinema de Canes. La pel·lícula en aquell moment tenia el preu més alt quan els seus drets de distribució es van vendre al Japó per 3,2 milions de dòlars.
La recepció de la crítica va ser molt positiva, i els crítics la van descriure com "orgànica, essencial, bellament posada en escena i refrescantment realista". Derek Elley de Variety va descriure la pel·lícula com "un tour de force de l’estil noir i ultra-violència coreana que farà que els fans del gènere estiguin clavats als seus seients". Sam Toy de Empire va afirmar que Lee "fa una actuació de creació d'estrelles com el brutal cap que es va convertir en fugitiu, mai exagerant el que fàcilment podria convertir-se en un tòpic i un clixè i uneix fàcilment aquest noir coreà". Va afegir "això és molt divertit i molt brutal".
Lee Byung-hun va ser elogiat per la seva habilitat d'actuació amb un crític de Cinema Eye dient que "aporta una gran emoció en la seva actuació" i és "un àngel vestit de venjança". El crític també va assenyalar que A Bittersweet Life és "la millor pel·lícula del 2005". Un crític de BeyondHollywood.com va donar a la pel·lícula 4/5 estrelles. A Rotten Tomatoes, actualment té un 100%, amb una puntuació mitjana de 8,1 sobre 10 basada en deu ressenyes.
El 2009, Empire la va nomenar tercera en una enquesta de les "20 millors pel·lícules de gàngsters que mai has vist* (*Probablement)."
Quan finalment la pel·lícula va acabar amb la seva sèrie cinematogràfica, havia venut 1.291.621 entrades.

## Remake
La pel·lícula índia del 2007 Awarapan contenia elements argumentals similars a la pel·lícula. La pel·lícula, dirigida per Mohit Suri, eraa protagonitzada per Emraan Hashmi, Shriya Saran i Ashutosh Rana. L'agost de 2017, es va anunciar un remake estatunident, amb Jennifer Yuh Nelson com a director i Michael B. Jordan com a protagonista.

## Premis i nominacions
| 2005 42ns Premis Grand Bell - Millor actor secundari: Hwang Jung-min - Nominació - Millor pel·lícula - Nominació – Millor director – Kim Jee-woon - Nominació – Millor actor – Lee Byung-hun - Nominació – Millor fotografia – Kim Ji-yong - Nominació – Millor muntatge – Choi Jae-keun - Nominació – Millor il·luminació – Shin Sang-ryeol - Nominació – Millor direcció artística – Ryu Seong-hui - Nominació – Millor música – Jang Young-gyu, Dalparan - Nominació - Millors efectes visuals - Kim Wook (DTI), Kwak Tae-yong (CELL), Demolition - Nominació – Millor so – Kim Kyung-tae, Choi Tae-young (Live Zone) 2005 13è Chunsa Film Art Awards - Millor actor: Lee Byung-hun 2005 25è Premis de l'Associació Coreana de Crítics de Cinema - Les 10 millors pel·lícules - Millor actor: Lee Byung-hun - Millor música: Dalparan, Jang Young-gyu 2005 26è Premis de Cinema Drac Blau - Millor fotografia: Kim Ji-yong - Nominació – Millor director – Kim Jee-woon - Nominació - Millor actor protagonista - Lee Byung-hun - Nominació - Millor actor secundari - Hwang Jung-min - Nominació – Millor il·luminació – Shin Sang-ryeol - Nominació – Millor direcció artística – Ryu Seong-hui - Nominació – Millor música – Dalparan i Jang Young-gyu 2005 4ts Premis del Cinema Coreà - Millor actor secundari: Hwang Jung-min 2006 42ns Premis Paeksang Arts - Millor actor: Lee Byung-hun - Nominació – Millor director – Kim Jee-woon | 2005 XXXVIII Festival Internacional de Cinema Fantàstic de Catalunya - Millor banda sonora original: Dalparan i Jang Young-gyu - Nominació - Millor pel·lícula 2006 8è Festival de Cinema Asiàtic de Deauville - Lotus Action Asia – Grand Prix Action Asia, premi Action Asia 2006 10è FanTasia - Premi de Plata, Millor pel·lícula asiàtica - Millor fotografia: Kim Ji-yong |